# 大佐古一郎
大佐古 一郎（おおさこ いちろう、1912年（大正元年）11月15日 - 1995年（平成7年））は、昭和時代のジャーナリスト・著作家。広島市での原爆被災をはさむ長い時期にわたって、在広島の地方紙である中国新聞の記者を務めた。

## 経歴
広島県山県郡壬生町（現・北広島町）生まれ。1933年に（旧制）山陽中学を卒業したのち日本大学予科に入学。同大学文学部に学んだのち、標準教科書出版協会・哈爾濱日日新聞社を経て、1939年中国新聞社に入社。この間、中国大陸で兵役に就く。県政（広島県庁・中国総監府）担当記者であった33歳時、1945年8月6日に原爆に被災した。同社が壊滅して幹部・同僚記者が多数被爆死し、また敗戦後の枕崎台風によって疎開先の印刷工場も機能停止に陥るなか、辛くも生き延びて戦後の再建に参加した。その後同社政治部長・論説委員・西ヨーロッパ11カ国移動特派員などを歴任し、1968年に定年退職。退職後は同社社友となるとともに、在職中から取り組んでいた広島原爆を記録する著述活動をすすめた。1995年死去。享年83。

## 被爆ジャーナリストとしての活動

### 被爆体験
戦争末期の1945年6月、大佐古は広島市中心部の大手町（現在の広島市中区）から郊外の安芸郡府中町鹿籠（こごもり）に転居してここから市内・上流川町（現・中区）の中国新聞本社（中国ビル）に通勤していたが、同年8月6日朝には爆心地から5㎞の自宅に帰っておりここで原爆に被災した。当日、中国新聞社は爆心直下の水主町（現・中区）での建物疎開に46名の社員からなる国民義勇隊が出動しており、彼自身もこれに参加するはずだったが、直前に召集令状を受けていたことへの配慮から同僚記者が代わりに出動し、中国新聞本社（爆心地から900m）での当直が明けた大佐古は早々に帰宅していたため命拾いをしたという経緯があった。被爆直後、猿猴川を渡り段原・比治山（ともに現・南区）に向かった大佐古は、市内中心部に大きな被害が出ていることを知り、さらに広島駅前付近から中国新聞本社に向かうことを試みたが、激しい火災により断念し、実家のあった牛田（現・東区）方面に迂回して神田橋を渡って白島に入った。そこから広島城内の中国軍管区司令部に赴き、午後3時ころその廃墟で旧知の松村秀逸参謀長に会い「新型爆弾により市内に相当の被害」とする「軍管区司令部発表」を受けた。そして夕刻近く、内部が全焼し未だ煙がくすぶっていた中国ビルにたどり着いたが、多くの同僚記者やスタッフが死傷し印刷機などの設備も使用不能になったことを知り、その日自分が目の当たりにした地獄絵図も司令部発表も記事にすることができなくなったことに思い至った。

### 被爆日誌の刊行と『廣島特報』
その後、戦後の社の再建に中堅社員として関わった大佐古は、在職中から広島原爆を記録する活動を進め、中国新聞社による『中国新聞原爆犠牲者追悼録 いしずえ』『中国新聞八十年史』、広島県による『広島県庁原爆被災誌』の編纂に執筆者として関与した。中国新聞社退職後の1975年2月、同紙夕刊の連載企画として、記者になってからの習慣で書き綴っていた1945年当時の日録をもとに「昭和二十年 - ヒロシマ記者の日記から」を執筆し、同年8月、これを『広島 昭和二十年』として中公新書から刊行した。しかし記者生活の心残りとして、被爆後の8月7日・8月8日両日の休刊（および中国新聞社の発行機能停止）により自分が見聞・取材した被爆直後の状況を記事にできなかったことを強いこだわりを持っており、1980年同じ被爆ジャーナリストとして同様の思いを抱いていた中村敏（被爆当時同盟通信広島支社編集部長。のち共同通信）・松重美人（被爆当時中国新聞カメラマン）と共同で、NHK総合制作のNHK特集「爆心地のジャーナリスト」（同年8月放送）の企画として、「当時の視点で書かれた原爆投下のニュースを昭和20年8月7日・8日付の新聞として発行し、被爆後2日間の報道の空白を埋める」試みを行い、表裏2面のタブロイド番ミニコミ紙「廣島特報」として刊行・配布した。大佐古は同紙で当時記事にできなかった先述の松村参謀長による「中国軍管区司令部発表」を掲載するとともに、当時および1980年の双方の視点でコラムを執筆した。

### M・ジュノーの事績の発掘
『広島 昭和二十年』の刊行後の1978年、この著書の一行の誤りを確認するためスイスに取材に出かけた大佐古は、被爆直後の広島に入り被爆者の救援に尽力したマルセル・ジュノー博士の報告書を発掘し、翌1979年『ドクター・ジュノー - 武器なき勇者』として刊行した。その後は最後のライフ・ワークとしてジュノーに関する2冊目の著作と、広島原爆をテーマとする長編小説の執筆に取り組んだが、この原爆小説の完成を見ることなく死去した。

## 著作

### 単著
- 『広島 昭和二十年』中公新書、1975年
- 『ドクター・ジュノー 武器なき勇者』新潮社、1979年
- 『平和の勇者ドクタージュノー：探せ!ヒロシマの恩人の軌跡』蒼生社、1989年

### 共著
- 『随想おのみち』尾道市立図書館
- 『中国新聞原爆犠牲者追悼録 いしずえ』中国新聞社
- 『中国新聞八十年史』（中国新聞社史編纂委員会：編）中国新聞社、1972年
- 『二粒の麦』（河村政任：共著）日本YMCA同盟出版部、1974年
- 『広島県庁原爆被災誌』（広島県；編・刊行）、1976年

## 関連事項
- 中国新聞 - 中国新聞社
- 中村敏・松重美人 - ともに広島で被爆したジャーナリストであり、『廣島特報』の共同発行者。
- 御田重宝 - 中国新聞記者。中国新聞社の被爆から戦後の再建までの記録『もう一つのヒロシマ』（1985年）の著者。
- 松村秀逸
- マルセル・ジュノー
- 広島原爆で被爆したアメリカ人 - 著書『広島 昭和二十年』のなかに言及がある。